# 앙헬라
《앙헬라》(스페인어: Ángela)은 1998년부터 1999년까지 방영된 멕시코의 텔레노벨라이다.